# Trương Kiến Bình
Trương Kiến Bình (tiếng Trung: 张建平; sinh tháng 4 năm 1956) là Trung tướng Không quân Quân Giải phóng Nhân dân Trung Quốc (PLAAF). Từ năm 2013 đến nay, ông là Phó Tư lệnh Không quân Quân Giải phóng Nhân dân Trung Quốc. Trước đó, ông là Ủy viên dự khuyết Ban Chấp hành Trung ương Đảng Cộng sản Trung Quốc khóa XVIII; Tư lệnh Không quân Quân khu Quảng Châu và Tư lệnh Không quân Quân khu Tế Nam.

## Thân thế và binh nghiệp
Trương Kiến Bình sinh tháng 4 năm 1956 tại huyện Sa, tỉnh Phúc Kiến. Ông gia nhập Không quân Trung Quốc (PLAAF) năm 1974. Trương Kiến Bình từng đảm nhiệm chức vụ Trung đoàn trưởng thuộc Sư đoàn 3 Không quân; Phó sư đoàn trưởng, Sư đoàn trưởng, Phó Tham mưu trưởng Không quân Quân khu Nam Kinh; Tham mưu trưởng rồi Tư lệnh Quân đoàn 9 Không quân; Tham mưu trưởng Không quân Quân khu Thẩm Dương và Phó Tham mưu trưởng Không quân Quân Giải phóng Nhân dân Trung Quốc (PLAAF). Tháng 2 năm 2003, Trương Kiến Bình được phong quân hàm Thiếu tướng Không quân.
Tháng 1 năm 2011, Trương Kiến Bình được bổ nhiệm giữ chức Phó Tư lệnh Quân khu Tế Nam kiêm Tư lệnh Không quân trực thuộc Quân khu Tế Nam. Tháng 7 năm 2011, Trương Kiến Bình được điều động giữ chức Phó Tư lệnh Quân khu Quảng Châu kiêm Tư lệnh Không quân trực thuộc Quân khu Quảng Châu. Tháng 7 năm 2012, Trương Kiến Bình được thăng quân hàm Trung tướng Không quân.
Ngày 14 tháng 11 năm 2012, tại Đại hội Đảng Cộng sản Trung Quốc lần thứ 18, Trương Kiến Bình được bầu làm Ủy viên dự khuyết Ban Chấp hành Trung ương Đảng Cộng sản Trung Quốc khóa XVIII. Tháng 4 năm 2013, Trương Kiến Bình được bổ nhiệm giữ chức vụ Phó Tư lệnh Không quân Quân Giải phóng Nhân dân Trung Quốc (PLAAF).